# Orešac (Wojwodina)
Orešac (cyr. Орешац) – wieś w Serbii, w Wojwodinie, w okręgu południowobanackim, w mieście Vršac. W 2011 roku liczyła 382 mieszkańców.